# Баварска
Баварска (нем. и бав. Bayern — Бајерн, лат. Bavaria — Баварија), званично Слободна Држава Баварска (нем. и бав. Freistaat Bayern), налази се у јужном делу Немачке и по територији је највећа немачка држава. Граничи се са: Баден-Виртембергом, Хесеном, Тирингијом и Саксонијом. На истоку се граничи са Чешком и на југу са Аустријом. Главни и најнасељенији град државе је Минхен са око 1,5 милиона становника, а у самој Баварској живи 13 милиона људи, што је чини другом најнасељенијом немачком државом, након Северне Рајне-Вестфалије.
Традиционално, Баварска се дели на три дела: Франконију (горњу, средњу и доњу), Швабију и Стару Баварску (Горњи Палатинат, Горња и Доња Баварска). Највећи градови су, поред Минхена, Нирнберг, Аугзбург, Вирцбург и Регензбург.
Још од 1962. године на власти је партија ЦСУ (CSU).

## Историја
Старије баварско племенско војводство, које је постало део франачког доминиона, документовано је већ 555. године нове ере, око 500 година пре него што је термин Герман коришћен у модерном смислу. Под Каролинзима је први пут основано Баварско Краљевство. По завршетку каролиншке владавине, у млађем баварском племенском војводству се повећала баварска аутономија. Са почетком владавине Вителсбаха 1180. године уследио је прелазак на територијалну државу. Они су владали Баварском преко 700 година до 1918. Баварска је била бирачко тело Светог римског царства, а од 1806. краљевина. Уставима из 1808. и 1818. Баварска је постала уставна монархија. На Бечком конгресу 1814. Баварска је, као једна од сила победница, успела да задржи велики део територијалних добитака; између осталог у Баварску су дошли делови Франконије, Швапске и новоствореног Палатината на левој обали Рајне.
У време Јулија Цезара, данашња Баварска је била келтска земља, а у време Августа су јужно од Дунава Римљани основали провиције Норик и Реција. Почетком 6. века овде је настало германско племе Бајувари. Свети Бонифације их је у раном 8. веку превео у хришћанство. Народ Баварске је од тада био снажно привржен хришћанству, односно римокатоличкој цркви. Једино је у Франконији значајан утицај лутеранства.
Породица Вителсбах је владала Баварском од 1180. до 1918. Баварска је постала краљевина 1806. када је накратко завладала Тиролом и Салцбургом. Године 1815. Рајнски Палатинат је постао део Баварске краљевине. Лудвиг II од Баварске (1845—1886) је владао као краљ Баварске 1864—1886. Због пораза у Аустријско-пруском рату 1866, Баварска је била принуђена да се 1871. придружи Немачком царству.
Краљ Лудвиг III је абдицирао новембра 1918. После тога је у Баварској настао период немира који је кулминирао у насилном гушењу комунистичке побуне. Баварска је била регија у којој се 20-их година појавио националсоцијалистички покрет. После Другог светског рата, Рајнски Палатинат је издвојен из Баварске и данас је део државе Рајна-Палатинат. Тешко порушена у рату, Баварска je обновљена и данас је једна од привредно најпросперитетнијих регија Европе.
Бајерн (Bayern) се са y пише тек од 20. октобра 1825. када је краљ Лудвиг I наредио да се Baiern промени у Bayern.

## Географија
Баварска нема излаз на море, и граничи се са следећим државама: на истоку са Чешком Републиком, на југоистоку и југу са Аустријом, на југозападу преко Боденског језера са Швајцарском и са немачким савезним државама Баден-Виртемберг (на западу), Хесен (на северозападу), Тирингија (на северу) и Саксонија (на североистоку). Државна граница Баварске је дуга 2705 километара. Почевши на западу, Баварска се граничи у смеру казаљке на сату са Баден-Виртембергом (дужина границе 829 км), Хесеном (262 км), Тирингијом (381 км), Саксонијом (41 км), чешким регионима Карловим Варима, Плзеном и Јужном Чешком (357 км), до аустријских савезних држава Горња Аустрија, Салцбург, Тирол и Форарлберг (816 километара) и до швајцарског кантона Санкт Гален (19 километара), при чему граница у Боденском језеру није дефинисана.
До 1990. граница са Тирингијом, Саксонијом и тадашњом Чехословачком чинила је део Гвоздене завесе. Због система граничне безбедности представљала је физички готово непремостиву раздвојеност између НАТО-а и Варшавског пакта.На Прексу је постојао гранични троугао. Залфорстен у Аустрији, који су у приватном власништву Баварске, не припадају баварској националној територији, а самим тим ни немачкој савезној територији.
Најнижа тачка у Баварској је око 100 м надморске висине на обалама Кал на Мајни (Доња Франконија), највиша у планинама Ветерштајн на врху Цугшпице (2962 м), највише немачке планине. Свих 30 највиших планинских врхова у Немачкој налазе се у Баварским Алпима, концентрисаним у планинама Ветерштајн, у Берхтесгаденским Алпима и Алпима Алгау. Највиши баварски врх у Берхтесгаденским Алпима је Вацман (2713 м).

### Области
Баварска се састоји из следећих географских области:
- област Баварских Алпа на југу
- брдовити обод Алпа до Дунава и три велика језера Горње Баварске (Штарнбершко, Амерско и Кимско језеро).
- источнобаварске планине
- подручје Швапске и Франачке Јуре

Највиши врх Баварске и Немачке је Цугшпице (2962 метра).

### Воде
Најважнија река је Дунав, која код Пасауа прелази у Аустрију. Њене главне притоке су:
- Илер, Лех, Изар и Ин (десне, извиру у Алпима и богатије су водом)
- Верниц, Алтмил, Наб и Реген (леве).

Река Ин на свом ушћу у Дунав носи више воде него Дунав.
Франконија припада сливу реке Мајна. На североистоку Горње Франконије извиру неке притоке реке Елба.
Језера:
- Боденско језеро
- Штарнбершко језеро
- Амерзе
- Кимско језеро

### Клима
Клима са северозапада прелази (релативно уједначено)према истоку у континенталну. Око 100 дана годишње је температура испод 0 °C, западни ветрови доносе просечно 70cm кише, на северу Алпа локално чак до 180cm годишње. Просечно трајање сунчаних сати износи око 1600—1900 сати годишње.

## Економија
Баварска је дуго имала једну од највећих економија у било ком региону у Немачкој и Европи. Њен бруто домаћи производ (БДП) у 2007. премашио је 434 милијарде евра (око 600 милијарди америчких долара). То саму Баварску чини једном од највећих економија у Европи, а само 20 земаља у свету има већи БДП. Баварска је друга немачка држава са нејвећом економијом, после Северне Рајне-Вестфалије. БДП региона порастао је на 617,1 милијарду евра у 2018. години, што чини 18,5% немачке економске производње. БДП по глави становника прилагођен куповној моћи износио је 43.500 евра. БДП по запосленом био је 114% просека ЕУ. То Баварску чини једним од најбогатијих региона у Европи. Баварска има јаке економске везе са Аустријом, Чешком, Швајцарском и Северном Италијом. У 2019. БДП је износио 832,4 милијарде евра, 48.323 евра по глави становника.
Многе велике компаније имају седишта у Баварској, укључујући Adidas, Airbus, Audi, BMW, Puma, Siemens, итд.

## Демографија
Баварска има око 13,1 милиона становника. 8 од 80 највећих градова у Немачкој налази се у Баварској, при чему је Минхен највећи, са 1.484.226 становника, а затим Нирнберг (518.370 становника), Аугсбург (296.582 становника) и Регензбург (153.094 становника). Сви остали градови у Баварској су 2020. године имали мање од 150.000 становника сваки. Густина насељености у Баварској је била 186/км2 , испод националног просека од 233/км2
Осим Немаца, остале националности које живе у Баварској су Румуни (191.410), Турци (190.730), Хрвати (126.090), Пољаци (116.320), итд.

### Религија
Од 2020. године, 46,9% Бавараца се придржавало католицизма (пад са 70,4% 1970. године). 17,2 одсто становништва припада Евангелистичко-лутеранској цркви у Баварској. 3% је било православно, муслимани чине 4,0% становништва Баварске. 31,9 одсто Бавараца је нерелигиозно или се придржава других религија. Године 1925. 70,0% становништва Баварске су били католици, 28,8% протестанти, 0,7% Јевреји, а 0,5% је било сврстано у друге верске категорије.

### Административне области
1. Средња Франконија
2. Доња Баварска
3. Горња Баварска
4. Горња Франконија
5. Горњи Палатинат (Oberpfalz)
6. Швабија (Schwaben)
7. Доња Франконија

### Становништво и површина
| Административни регион | Престоница | Популација (2011) | Популација (2011) | Површина (km²) | Површина (km²) | Бр. општина | Бр. општина |
| ---------------------- | ---------- | ----------------- | ----------------- | -------------- | -------------- | ----------- | ----------- |
| Доња Баварска          | Ландсхут   | 1.192.641         | 9,48%             | 10.330         | 14,6%          | 258         | 12,5%       |
| Доња Франконија        | Вирцбург   | 1.315.882         | 10,46%            | 8.531          | 12,1%          | 308         | 15,0%       |
| Горња Франконија       | Бајројт    | 1.067.988         | 8,49%             | 7.231          | 10,2%          | 214         | 10,4%       |
| Средња Франконија      | Ансбах     | 1.717.670         | 13,65%            | 7.245          | 10,3%          | 210         | 10,2%       |
| Горњи Палатинат        | Регензбург | 1.081.800         | 8,60%             | 9.691          | 13,7%          | 226         | 11,0%       |
| Швабија                | Аугзбург   | 1.788.729         | 14,21%            | 9.992          | 14,2%          | 340         | 16,5%       |
| Горња Баварска         | Минхен     | 4.418.828         | 35,12%            | 17.530         | 24,8%          | 500         | 24,3%       |
| Укупно                 |            | 12.583.538        | 100,0%            | 70.549         | 100,0%         | 2.056       | 100,0%      |

#### Највећи градови
| Минхен Нирнберг | 1.  | Минхен     | 1.388.308 | Аугзбург Регенсбург |
| Минхен Нирнберг | 2.  | Нирнберг   | 495.121   | Аугзбург Регенсбург |
| Минхен Нирнберг | 3.  | Аугсбург   | 272.699   | Аугзбург Регенсбург |
| Минхен Нирнберг | 4.  | Регенсбург | 138.296   | Аугзбург Регенсбург |
| Минхен Нирнберг | 5.  | Инголштат  | 127.886   | Аугзбург Регенсбург |
| Минхен Нирнберг | 6.  | Вирцбург   | 124.577   | Аугзбург Регенсбург |
| Минхен Нирнберг | 7.  | Фирт       | 118.358   | Аугзбург Регенсбург |
| Минхен Нирнберг | 8.  | Ерланген   | 105.412   | Аугзбург Регенсбург |
| Минхен Нирнберг | 9.  | Бајројт    | 71.482    | Аугзбург Регенсбург |
| Минхен Нирнберг | 10. | Бамберг    | 70.863    | Аугзбург Регенсбург |

| Град       | Регион            | Становника (2000) | Становника (2005) | Становника (2010) | Становника (2015) | Промена (%) |
| ---------- | ----------------- | ----------------- | ----------------- | ----------------- | ----------------- | ----------- |
| Минхен     | Горња Баварска    | 1.210.223         | 1.259.677         | 1.353.186         | 1.450.381         | +11,81      |
| Нирнберг   | Средња Франконија | 488.400           | 499.237           | 505.664           | 509.975           | +3,53       |
| Аугзбург   | Швабија           | 254.982           | 262.676           | 264.708           | 286.374           | +3,81       |
| Регензбург | Горњи Палатинат   | 125.676           | 129.859           | 135.520           | 145.465           | +7,83       |
| Инголштат  | Горња Баварска    | 115.722           | 121.314           | 125.088           | 132.438           | +8,09       |
| Вирцбург   | Доња Франконија   | 127.966           | 133.906           | 133.799           | 124.873           | +4,56       |
| Фирт       | Средња Франконија | 110.477           | 113.422           | 114.628           | 124.171           | +3,76       |
| Ерланген   | Средња Франконија | 100.778           | 103.197           | 105.629           | 108.336           | +4,81       |
| Бајројт    | Горња Франконија  | 74.153            | 73.997            | 72.683            | 72.148            | −1,98       |
| Бамберг    | Горња Франконија  | 69.036            | 70.081            | 70.004            | 73.331            | +1,40       |
| Ашафенбург | Доња Франконија   | 67.592            | 68.642            | 68.678            | 68.986            | +1,61       |
| Ландсхут   | Доња Баварска     | 58.746            | 61.368            | 63.258            | 69.211            | +7,68       |
| Кемптен    | Швабија           | 61.389            | 61.360            | 62.060            | 66.947            | +1,09       |
| Розенхајм  | Горња Баварска    | 58.908            | 60.226            | 61.299            | 61.844            | +4,06       |
| Ној-Улм    | Швабија           | 50.188            | 51.410            | 53.504            | 57.237            | +6,61       |
| Швајнфурт  | Доња Франконија   | 54.325            | 54.273            | 53.415            | 51.969            | −1,68       |
| Пасау      | Доња Баварска     | 50.536            | 50.651            | 50.594            | 50.566            | +0,11       |
| Фрајзинг   | Горња Баварска    | 40.890            | 42.854            | 45.223            | 46.963            | +10,60      |
| Штраубинг  | Доња Баварска     | 44.014            | 44.633            | 44.450            | 46.806            | +0,99       |
| Дахау      | Горња Баварска    | 38.398            | 39.922            | 42.954            | 46.705            | +11,87      |

Извор: Баварски државни биро за статистику и обраду података

## Култура

### Знаменитости
Дворац Нојшванштајн је један од најпознатијих замака и романтичних призора на свету и омиљено туристичко одредиште. Грађен је од 1869. до 1886. углавном у стилу немачке романике из XII века, премда врло слободно интерпретиране. Налази се на југозападу Баварске близу Фисенa, који је саградио баварски краљ Лудвиг II 1869. године.
Маријенплац

### Фестивали
Октоберфест (нем. Oktoberfest) је шеснаестодневни фестивал који се одржава сваке године у Минхену. Фестивал почиње у септембру, а завршава се почетком октобра. То је један од најпознатијих и највећих фестивала у Немачкој. Одржава се сваког септембра.

### Кухиња
Баварска кухиња је стил кувања у Баварској. Баварска кухиња укључује многа јела од меса и кнедли, а често се користи и брашно. Због руралних услова и хладне климе, само усеви као што су цвекла и кромпир добро успевају у Баварској, будући да су основни у исхрани Немачке. Обе групе су даље развиле карактеристичну баварску кухињу, са изразитом сличношћу са франковском и швапском кухињом. Баварски специјалитет је Бротцајт (Brotzeit), слана ужина, која би се првобитно јела између доручка и ручка.